# 山田白金
山田 白金（やまだ の しろがね、生没年不詳）は、奈良時代の官人・明法家。名は銀とも記される。姓は史のち連。官位は外従五位下・明法博士。百済 人成と同一人物とする説がある。

## 経歴
天平6-7年（734-735年）頃に衛府少志を務めた。
孝謙朝から淳仁朝にかけて明法博士を務め、養老律令施行後の天平宝字元年（757年）9月16日から平城宮の禁中で開始された新令講書において、白金は講書の博士として説を伝えた。天平宝字2年（758年）外従五位下に叙せられ、翌天平宝字3年（759年）史から連に改姓している。その後、天平宝字5年（761年）主計頭・柿本市守と同時に任官され主計助を兼ねるが、天平宝字7年（763年）河内介として地方官に転じた。

## 人物
律令の解釈について通じないところはなく、後に法律を語る者はみな白金の学説を標準としたという。
『考課令』1条集解釈所引或釈にある「大和山田説」の「山田」は白金のことと推定されている。白金の時代から300年以上のちの寛治年間（1087年 - 1094年）明法博士・菅原有真は白金の説に依拠して、罪名勘文を勘申している。

## 百済人成との同一人説
淳和朝の天長3年（826年）『令義解』撰定を指示する太政官符に白金が養老律令修定の事業に加わった旨の記載がある。一方で、養老6年（722年）に養老律令選定者（矢集虫麻呂・陽胡真身・大倭小東人・塩屋吉麻呂ら）に対する褒賞が行われた際、白金の名はなく代わりに百済人成が賜田4町を与えられている（この時の人成の位階は正八位下）。また、天平宝字元年（757年）この養老律令選定者の功田を大宝律令撰定者の下毛野古麻呂の功と同等（下功）として、各人の子に伝えることを許されており、その中でも百済人成の名前が含まれている（この時の人成の位階は正六位上）。これを根拠に、百済人成と白金を同一人物とみなす説がある。二人を同一人物とした場合、天平宝字元年（757年）12月から翌天平宝字2年（758年）7月までの間に改名したことになる。

## 官歴
注記のないものは『続日本紀』による。
- 天平年間前半：衛府少志[8]
- 時期不詳：正六位上。明法博士
- 天平宝字2年（758年） 7月6日：外従五位下
- 天平宝字3年（759年） 12月10日：史から連に改姓
- 天平宝字5年（761年） 10月1日：兼主計助
- 天平宝字7年（763年） 4月14日：河内介

### 百済人成の官歴
- 時期不詳：正八位下
- 養老6年（722年） 2月27日：賜田4町（養老律令選定褒賞）
- 天平宝字元年（757年） 12月9日：功田の子への相続許可

## 系譜
曾孫に山田春城がいる。